# Miryam Rocío Vélez Pérez
Miryam Rocío Vélez Pérez (Amagá, 30 de noviembre de 1946-Medellín, 18 de septiembre de 1992) fue una jueza colombiana, asesinada por el Cartel de Medellín.

## Biografía
Nacida en Amagá (Antioquia), egresada de derecho en la Universidad de Antioquia en 1976.
Se desempeñó como juez Penal Municipal de Caucasia, juez Penal Municipal de Girardota, juez Penal Municipal de Copacabana, juez Séptima Penal Municipal de Medellín, juez 21 Penal Municipal de Medellín, juez 22 Penal del Circuito y finalmente como Jueza Sexta de Orden Público, con la figura de juez sin rostro en el momento de su asesinato. Investigaba el caso de Guillermo Cano Isaza, asesinado por el Cartel de Medellín.

## Asesinato
Fue asesinada por cuatro sicarios en un vehículo, cerca a su residencia en Medellín, junto a sus dos escoltas: Javier Gómez Betancur, 28 años; Héctor Eduardo Solano Uribe, de 32 años; y el conductor del vehículo Isidro Forero Mesa, de 38 años.